# 嫩江府
嫩江府，清朝时设置的府。
光绪三十四年（1908年）裁墨尔根副都统置，治所在墨尔根城（今黑龙江省嫩江县），属黑龙江省，无属领。1913年降为县。 